# Marne (slenk)

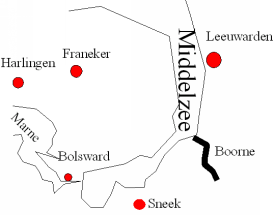
Locatie van de Marne

De Marneslenk is een voormalige zeearm ten zuiden van Harlingen. Vanaf ca het jaar 300 begon de zeespiegel te stijgen en breidde het meer Almere uit tot de Zuiderzee. In die periode ontstonden ook de Middelzee en de Marneslenk. In de jaren 1100-1300 werd de Marneslenk stukje bij beetje ingedijkt. Op dit moment bestaat de Marneslenk uit weilanden en ligt het boven zeeniveau. Dijken als de deels afgegraven Pingjumer Gulden Halsband herinneren nog aan de vroegere zeearm. De Bedelaarsvaart kan worden beschouwd als het water dat rest van de Marneslenk.